# Hervé Guillou

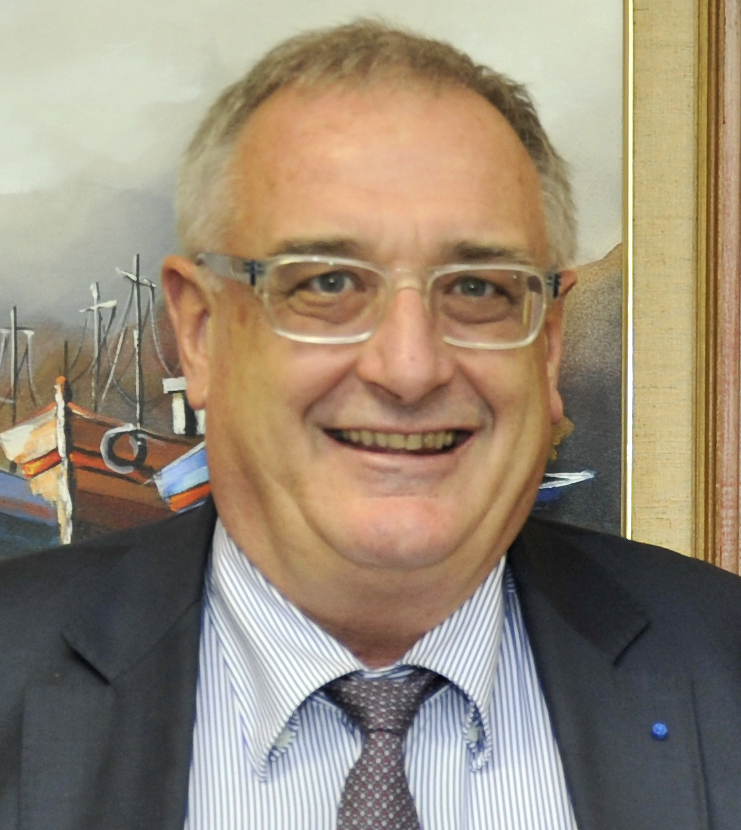
Hervé Guillou (2015)

Hervé Guillou (* 24. März 1955) ist ein Unternehmer im Bereich Verteidigung und Nuklearenergie. Derzeit arbeitet er als CEO bei dem Industrieunternehmen DCNS.

## Leben
Hervé Guillou stammt aus einer bretonischen Seefahrerfamilie. Nach dem Abschluss der polytechnischen Hochschule École polytechnique im Jahr 1973 studierte er ab 1976 an der französischen Ingenieursschule ENSTA ParisTech und wurde 1980 Ingenieur für Kerntechnik im nationalen Institut für Atomwissenschaften und -techniken. Außerdem besitzt er ein Diplom der Business School INSEAD und ist ein von der IFA/Sciences PO beurkundeter Verwaltungsfachmann.

### Von DCN zu DGA
1978 begann Hervé Guillou seine Laufbahn in der Direction des Constructions Navales (DCN – Direktion für Schiffsbau) in Cherbourg als Ingenieur mit dem Spezialgebiet Sicherheit auf Atom-U-Booten des Typs Rubis. Anschließend bekam er bei der DCN Indret die Verantwortung für das Projekt Nuklearantrieb von Atom-U-Booten, die Raketen des Typs Le Triomphant, übertragen (1981–1989).
1989 wurde er Mitglied der Direction générale de l’armement (Generaldirektion für Rüstungsbeschaffung) im Büro von Yves Sillard, damals Generalbeauftragter für Rüstungsbeschaffung, als Berater, dann als Büroleiter. Gemeinsam mit Jean-Marie Poimbœuf trug er zur Satzungsänderung der DCN bei. Zwischen 1993 und 1996 war er Leiter des Joint Project Office Horizon, eines Flugabwehr-Fregattenprogramms. Das Büro des Dreiländer-Programms (Vereinigtes Königreich, Italien, Frankreich) richtete er in London ein.

### Technicatome
Von 1996 bis 2003 bekleidete er in Saclay das Amt des stellvertretenden Generaldirektors von Technicatome, einer Ingenieurs- und Baugesellschaft, die sich auf Nuklearreaktoren für Schiffsantriebe und nukleare Forschungsanlagen spezialisiert hat. Parallel dazu war er von 1989 bis 2003 Präsident von Principia (ingenieurswissenschaftliche Lösungen in den Bereichen Schifffahrt, Offshore und Energie) und Technoplus Industries (Hochpräzisionsmechanik).

### EADS
2003 kam Guillou zur EADS-Gruppe als CEO von Space Transportation, der deutsch-französischen Division, die insbesondere für Ariane-Trägerraketen, Orbit-Infrastrukturen und französische Abwehrraketen zuständig ist. 
Von 2005 bis 2011 arbeitete er als CEO beim Münchner Unternehmen Defence and Communications Systems, mittlerweile Cassidian Systems. 2009 erhielt er mit DCNS und Rohde & Schwarz den Zuschlag für den RIFAN-2-Auftrag über die Errichtung eines Intranets für die Luft- und Seestreitkräfte. 2010 wirkte er an der Gründung des Unternehmens Signalis, einer Tochter von Cassidian (60 %) und Atlas Elektronik (40 %), die sich auf Überwachungslösungen für See und Hafen spezialisiert hat, mit.
2011 gründete er Cassidian Cybersecurity in Elancourt (78) und übernahm dort die Position des CEO, ehe er 2012 zum Corporate Executive, Defense & Security von EADS wurde. Von 2012 bis 2014 war er Senior Advisor Defence und Security bei EADS.
Im Juli 2014 wurde er als Nachfolger von Patrick Boissier zum neuen CEO von DCNS bestellt.

## Sonstige Aktivitäten
- Präsident des CICS, Conseil des industries de confiance et de sécurité (seit 2013)
- Vizepräsident des SNEF-Verwaltungsrats und Präsident des SNEF-Audit-Ausschusses (seit 2008).
- Vizepräsident des Aufsichtsrates des Entwicklungsbüros MAURIC (seit 2012)
- Mitglied des COMEX-Verwaltungsrats

## Auszeichnungen
Hervé Guillou ist Ritter der Ehrenlegion und Offizier des nationalen Verdienstordens. 

## Privatleben
Hervé Guillou ist verheiratet mit Marion Guillou, der Präsidentin von Agreenium und Unternehmensverwalterin, und Vater von drei Kindern.